# Departamentul Ndougou
Departamentul Ndougou este un departament din provincia Ogooué-Maritime  din Gabon. Reședința sa este orașul Gamba.